# Las Cruces (Petén)
Las Cruces ist eine rund 3000 Einwohner zählende Kleinstadt in Guatemala. Las Cruces liegt im Departamento Petén und ist Verwaltungssitz eines 2011 gegründeten Municipios, das sich auf 1775 km² erstreckt und über 35.000 Einwohner hat. Las Cruces war früher eine Landgemeinde (aldea) des Municipios La Libertad.

## Geographie
Das Municipio Las Cruces liegt im Westen Peténs. Begrenzt wird es im Süden vom Río de la Pasión, im Westen und Nordwesten von Río Usumacinta, der auch die Grenze zum mexikanischen Bundesstaat Chiapas bildet. Wo im Nordwesten der Usumacinta Guatemala ganz verlässt, wendet sich die Grenze des Municipios am Fuß der von Regenwald bedeckten und bis zu 672 m hohen Hügelkette Sierra del Lacandón in einem weiten Bogen nach Südosten. Damit wird ein relativ enger Landstreifen entlang des Usumacinta begrenzt. Im Osten grenzt Las Cruces somit an La Libertad, im Süden an Sayaxché. Dieses Hügelland gehört noch zu La Libertad, während das Tiefland bis zum Usumacinta Teil von Las Cruces ist. Die Gebiete am Usumacinta wurden zum Nationalpark erklärt, vor allem um sie vor weiterer Abholzung zu schützen, die im Südosten bereits weit fortgeschritten ist. Das Klima ist feucht-heiß.
Wie bei allen Municipios Peténs liegt der Hauptort an einer größeren Verkehrsachse, während sich das Verwaltungsgebiet weit in rückwärtige, dünn besiedelte Regionen ausdehnt. Der Ort Las Cruces befindet sich rund 32 km südwestlich von La Libertad und 60 km südwestlich des Petén-Itzá-Sees auf 130 m Höhe. Von Flores, der am See gelegenen Hauptstadt des Departamentos Petén, führt die Nationalstraße 5 über La Libertad und Sayaxché ins weiter südlich gelegene Alta Verapaz. Zwischen den kleinen Orten Santa Teresa im Norden und El Subín im Süden zweigt von der Nationalstraße 5 in westlicher Richtung eine teilweise unbefestigte Landstraße ab, auf der nach rund zehn Kilometern der Ort Las Cruces erreicht werden kann. Im weiteren Verlauf führt sie in die Nähe des Río Usumacinta und damit in die abgelegenen, kaum erschlossenen Gebiete im Nordwesten des Municipios. Nebenstrecken zweigen zum Usumacinta ab, darunter nach Bonanza und weiter nach Lacantún, Ixmucané und Santa Rosita im Süden, nach La Providencia und nach Bethel, einem wichtigen Grenzübergang nach Mexiko. Die übrigen Gebiete im Nordwesten können nur auf Flüssen oder unbefestigten Wegen erreicht werden.

## Geschichte
Im Zug der spanischen Conquista flohen die Lacandonen aus Yucatán in das damals weitgehend menschenleere Land am Usumacinta. Im Lauf der Zeit zogen Kekchí aus dem Süden und dann neben Ladinos auch Hochland-Maya zu. Der heutige Ort Las Cruces wurde im Jahr 1968 von Zuwanderern aus Retalhuleu gegründet. Die abgelegene Gegend wurde von den Behörden oft vernachlässigt, weswegen die Einwohner die Errichtung eines eigenen Municipios verlangten. Im Jahr 1993 bildete sich zu diesem Zweck ein Bürgerkomitee, das sich 18 Jahre lang bei den übergeordneten Stellen für die Selbstverwaltung einsetzte. Am 22. November 2011 stimmte das Parlament Guatemalas für die Errichtung des neuen Municipios. Bauliche Maßnahmen gegen Hochwasserschäden gelten als eine vorrangige Aufgabe des neuen Bürgermeisters.
Während des Guatemaltekischen Bürgerkriegs fand in der Ortschaft Dos Erres ein Massaker statt. Kaibiles, Elitesoldaten der Streitkräfte Guatemalas, brachten hier vom 6. bis zum 8. Dezember 1982 insgesamt 252 Menschen auf grausame Weise um.
Einer Legende zufolge erhielt Las Cruces (dt. „Die Kreuze“) seinen Namen wegen drei Holzkreuzen, die die ersten Siedler hier angeblich fanden.

## Bevölkerung
Die Bevölkerung des Municipio Las Cruces besteht aus Ladinos und Kekchís. In den letzten Jahrzehnten hat die Bevölkerungszahl stark zugenommen. Derzeit dürften im Municipio Las Cruces rund 40.000 Menschen leben, davon über 80 % auf dem Land.

## Wirtschaft
Las Cruces lebt vorwiegend von der Landwirtschaft, insbesondere vom Anbau von Mais und Bohnen sowie von der Viehzucht. Die Ortschaft Las Cruces ist ein bedeutender Handelsplatz für landwirtschaftliche Erzeugnisse. Wegen der reizvollen Landschaft am Río Usumacinta und dem reichen Maya-Kulturerbe spielt auch der Tourismus eine Rolle.

## Sehenswürdigkeiten
Auf dem Gemeindegebiet von Las Cruces gibt es zahlreiche Maya-Ruinen, von denen Piedras Negras am bekanntesten ist. Die Maya-Stadt Yaxchilán liegt am Ufer des Usumacinta in einer markanten Flussschleife, jedoch auf mexikanischer Seite. Der Usumacinta bietet sich für Weiterfahrten nach Palenque (Chiapas) an.